# Rob Ford
Robert Bruce Ford (kendt som Rob Ford; født 28. maj 1969 i Etobicoke, Ontario, død 22. marts 2016 i Toronto, Ontario) var en canadisk politiker og forretningsmand som var den 64. borgmester af Toronto fra 2010 til 2014. Han var først valgt til Toronto Byråd i 2000, og var genvalgt til hans byråds plads to gange. Ford blev i 2010 valgt til at være borgmester på grundlaget at reducere de statslige udgifter og skatter. Sloganet "respekt for skatteydere" var lagt til hans grundlag.

## Privatliv
Ford blev født i Etobicoke i 1969, og var den yngste af fire børn (Doug, Kathy, Randy og Rob) af Ruth Diane og Douglas Bruce Ford, Sr. Hans bedsteforældre var britiske indvandrere. Ford, Sr. var grundlæggeren af Deco Labels and Tags. Ford's bror Doug Ford, Jr. var også Torontos byrådsmedlem fra 2010 til 2014.
I 2000, giftede Ford sig med Renata Brejniak, som han havde mødt på high school. Ford, Renata, og deres datter Stephanie, og deres søn Doug, boede i Etobicoke.